# Бахрейнско-восточнотиморские отношения
Бахрейнско-восточнотиморские отношения — двусторонние дипломатические отношения между Восточным Тимором и Бахрейном. Государства являются членами Организации Объединённых Наций.

## История
27 июня 2013 года министр иностранных дел Бахрейна Ганим бин Фадхул Аль-Буайнайн принял министра государственного управления Восточного Тимора Хорхе да Консейсао Теме. Тема ездил в Бахрейн на конференцию Организации Объединенных Наций по случаю «Дня Организации Объединенных Наций в области государственной службы». Обе стороны выразили заинтересованность в укреплении отношений.
Только 27 сентября 2019 года Бахрейн и Восточный Тимор официально установили дипломатические отношения.

## Экономика
На 2018 год Статистическое управление Восточного Тимора не сообщает о торговых отношениях между Восточным Тимором и Бахрейном.